# گمینا خمیلنگک (استان اشوی‌داشکسیه)
گمینا خمیلنگک (استان اشوی‌داشکسیه) (به لهستانی:  Gmina Chmielnik) یک گمینا در لهستان است که در شهرستان کیلتسه واقع شده‌است. گمینا خمیلنگک ۱۴۲٫۸۷ کیلومتر مربع مساحت و ۱۱٬۵۶۸ نفر جمعیت دارد.